# Kraljica noći
Kraljica noći é um filme de drama croata de 2001 dirigido e escrito por Branko Schmidt. Foi selecionado como representante da Croácia à edição do Oscar 2002, organizada pela Academia de Artes e Ciências Cinematográficas.